# 雅各布·布魯恩·拉森
雅各布·布魯恩·拉森（丹麥語：Jacob Bruun Larsen；1998年9月19日—）是丹麥足球運動員，現效力於英超球隊伯恩利，司職翼鋒。他也代表丹麥參加2016年夏季奧林匹克運動會。

## 俱樂部生涯
2015年，布魯恩·拉森從寧比簽約多特蒙德。

## 國際賽生涯
布魯恩·拉森被選入國家隊，代表丹麥參加奧運。